# ماريانا دروجيسكو
ماري آنا أوريليا (ماريانا) دروجيسكو (بالإنجليزية: Marie Ana Aurelia (Mariana) Drăgescu) (من مواليد 7 سبتمبر 1912 ، كرايوفا - تُوفيت في 24 مارس 2013 ، بوخارست) وهي طيارة عسكرية رومانية شارك في الحرب العالمية الثانية. كانت آخر عضوة من السرب الأبيض ، وهو فريق من الطيارين الإناث خلال الحرب العالمية الثانية. كانت رومانيا البلد الوحيد في العالم الذي يسمح للنساء بتجربة البعثات الطبية خلال الحرب.
تلقت دروجيسكو رخصة الطيران الخاصة بها في عام 1935 عندما كانت في الثالثة والعشرين من عمرها. أصبحت واحدة من عدد قليل من النساء في العالم اللواتي يحملن رخصة طيران في ذلك الوقت. في عام 1938، مع تزايد خطر نشوب الصراع في أوروبا ، دُعيت مارينا للانضمام إلى فريق طيران جديد للإناث والذي تم تسميته بالسرب الأبيض. أما النساء الأربع الأخريات اللواتي انضمن إليها فكانت فرجينيا دوشيسكو ونادية روسو ومارينا ستيربي وإيرينا بورنايا.
تم تجاهل مساهمات مارينا وغيرها من النساء من السرب الأبيض لتاريخ الطيران الروماني خلال الحقبة الشيوعية للبلاد ، لكنها حصلت على تقدير أكثر ملاءمة في السنوات الأخيرة بعد الثورة الرومانية 1989.
توفيت ماريانا دروجيسكو في 24 مارس 2013 ، عن عمر يناهز 100 عام.